# كأس أيرلندا الشمالية 2010–11
كأس أيرلندا الشمالية 2010–11 (بالإنجليزية: 2010–11 Irish Cup)‏ هو موسم من كأس أيرلندا. أشرف على تنظيمه الاتحاد الأيرلندي لكرة القدم، وكان عدد الأندية المشاركة فيه  114، وفاز فيه نادي لينفيلد.